# Растворонасос
Растворонасос (пневмонагнетатель) - оборудование, предназначенное для подачи раствора строительных смесей из резервуара до места проведения работ и нанесения на обрабатываемые поверхности. Подача раствора на этажи или к другому рабочему месту обеспечивается растворонасосом, который располагается возле бетономешалки (при изготовлении раствора на месте) или у бункера (для выгрузки раствора, подаваемого с растворного завода).

## История
Первый патент, заявленный на территории бывшего СССР на данное изобретение, датирован 1928 годом и подан на рассмотрение от изобретателя А.Д. Елисеева.
Аппарат предназначался исключительно для каменной кладки и представлял собой резервуар цилиндрической формы, стоящий на ножках и сужающийся к низу. На крышке резервуара был закреплен двигатель, который посредством зубчатой передачи, вращал вал шнека и трубки, сообщающейся с резервуаром с помощью гибкого рукава, внутри которой была помещена заслонка - устройство, регулирующее подачу растворов. Патент на это довольно бесхитростное устройство был выдан 31 марта 1930 года и распространялся на 15 лет с момента регистрации изобретения.
Следующая, усовершенствованная, модель растворонасоса фигурирует в патенте от 1933 года, кода было выдано свидетельство о регистрации изобретения «Машины для нагнетения строительного раствора в трубопровод».  Автор - И.В. Короткевич дополнил уже существующих механизм принципиальными новшествами, такими как: воздушный колпак для более равномерной подачи раствора, изогнутый жёлоб, присоединенный к всасывающему окошку, подвижный щиток для подачи и перемешивания раствора и тяга с поршневым пальцем. Бак дополнился фильтрующими сетками, люком и веслами. Появилась и форсунка для разбрызгивания раствора.
Следующий след во Всесоюзной патентно-технической библиотеке оставлен «Устройством для подачи раствора цемента и бетона» 22.01.1971г. Именно тогда было официально принято описание итальянского изобретателя Джианкарло Мартини, заявившего на патент от лица фирмы «И.Ко.Т.Сосиете и респонсибилите Лимите».
Необходимость регистрации нового устройства объяснялась в документе неспособностью обеспечить должный уровень надежности существующими агрегатами.
Принципиальное отличие новой машины состояло в том, что поршневой насос находился внутри емкости, днище которой соединено непосредственно со всасывающим патрубком. Перемешивающие лопасти могли быть вмонтированы на штоке поршневого насоса, приспособление для механического перемещения раствора могло быть выполнено с помощью двигателя, сообщающего вращение приводному колесу через редуктор.
На колесе был предусмотрен трапециевидный желобок с установленным в нём подвижными роликом, заставляющим шток поршня совершать возвратно-поступательные движения через штангу и шатун. При этом между колесом и шатуном разместилось предохранительное разъединяющее устройство.
Сегодня растворонасосы усовершенствуются с каждым днем. И выпускаются во многих странах.

## Применение
С помощью данного дизельного или электрического оборудования можно:
- Оштукатуривать стены
- Делать стяжку
- Заливать пол
- Подавать бетон, изолирующие и другие растворы
- Делать инъекции укрепляющих материалов при ремонтных работах.

## Принцип работы и устройство
Основной принцип работы растворонасосов - изменение объёма рабочей камеры, который становится больше по мере поступления рабочей смеси из приемного бункера, а затем сокращается под воздействием вытеснителя. В итоге раствор выталкивается на необходимое расстояние.

## Классификация
На данный день существует три вида растворонасосов:
- Диафрагменные
- Поршневые
- Винтовые

#### Диафрагменные растворонасосы
совершают перекачку материала за счет плоской резиновой диафрагмы, давление на которую оказывает вода от движущегося плунжера. Такого типа машины в основном применяются для оштукатуривания и перемещения на небольшие расстояния довольно грубых растворов.

#### Поршневые растворонасосы
способны работать со смесями любой консистенции. Уровень их подачи не зависит от напора и отличаются отменными всасывающими способностями.

#### Винтовые растворонасосы
отличаются своей компактностью, способностью перемещать грубые смеси с высокой абразивностью и распределять смеси крайне равномерно.